# Flex-Able
Flex-Able är ett album av Steve Vai, utgivet 1984 på Epic Records.

## Låtlista
1. "Little Green Men" – 5:39
2. "Viv Woman" – 3:09
3. "Lovers Are Crazy" – 5:39
4. "Salamanders in the Sun" – 2:26
5. "The Boy-Girl Song" – 4:02
6. "The Attitude Song" – 3:23
7. "Call It Sleep" – 5:09
8. "Junkie" – 7:23
9. "Bill's Private Parts" – 0:16
10. "Next Stop Earth" – 0:34
11. "There's Something Dead in Here" – 3:46
12. "So Happy" – 2:44
13. "Bledsoe Bluvd" – 4:22
14. "Burnin' Down the Mountain" – 4:22
15. "Chronic Insomnia" – 2:05